# Burgstall Halmberg
Der Burgstall Halmberg bezeichnet eine abgegangene Spornburg nordwestlich des Anwesens „Burgstall“ auf einer 550 m ü. NN hohen Bergkuppe bei Halmberg, einem Ortsteil der Gemeinde Waging am See im Landkreis Traunstein in Bayern. Die Anlage wird als Bodendenkmal unter der Aktennummer D-1-8042-0066 im Bayernatlas als „Burgstall des Mittelalters und der frühen Neuzeit ("Burg Halmberg")“ geführt. Die Vorburg liegt auf dem Gemeindegebiet von Wonneberg, die Kernburg gehört zur Gemeinde Waging am See. 

## Geschichte
Die Erbauung der Burg um 1196 wird Erzbischof Adalbert III. von Salzburg als Schutzwehr gegen Kaiser Friedrich I. zugeschrieben. Dies beruht aber auf einer Fehlinterpretation in den Annales Sanct Rudperti, dort ist die Hallburg bei Reichenhall und nicht die Burg Halmberg gemeint. Der Bau der Burg Halmberg wurde mit der steigenden Bedeutung der unteren Salzstraße von Waging  nach Altenmarkt begründet. Gleich wichtig war die obere Salzstraße von Teisendorf nach Hallabruck-Traunstein über die Zollstation  Lauter. 
In Lauter und im gegenüberliegenden Surberg waren bis zum Ende des 12. Jahrhunderts die Herren von Surberg ansässig. Den Ort Surberg mitsamt der dortigen Feste hatte Siboto von Surberg dem Salzburger Domkapitel vermacht. Allerdings sollte die Nutzung noch der Witwe des Bruders des Siboto, Dietmut von Högl, zukommen. Diese hatte dann Konrad Truchtlachinger geheiratet, seit 1198 Burggraf von Salzburg. Er erstritt nach dem Tod seiner Frau († 1213) die Belehnung mit den (bereits verschenkten) Gütern in Surberg. Als Inhaber von Surberg und Halmberg beherrschte Konrad die Verkehrswege, die von Salzburg zum Chiemsee führten. Konrad stammte aus der edelfreien Sippe der Herren von Truchtlaching, deren Angehörige Mitte des 12. Jahrhunderts Ministeriale des Markgrafen Engelbert von Kraiburg wurden. Andere Familienmitglieder, darunter auch der erwähnte Konrad, wurden Dienstmannen der Salzburger Kirche. 
1216 wurde die Burg Halmberg erstmals in einem Vertrag von Erzbischof Eberhard II. als Lagebezeichnung genannt (iuxta castrum eius Haldenberch). Vermutlich hat sie Konrad als Vogtherr der Güter seiner Frau Dietmund erbaut. Vor 1222 hatte Konrad noch die Burg Neuenfels bei dem Schrannenort Holzhausen der Gerichtes errichten lassen. Die Burg Halmberg wurde in der Nachfolge der Burg Surberg Sitz des Vogtes. Der Vogt von Halmberg wurde Schutzherr der Handelsstraße von Schönram und Petting über Holzhausen nach Stein an der Traun. Ein Zoll ist für Lauter und für Altenmarkt nachweisbar. Mit dem Tod des Konrads († 1225), spätestens aber 1238, fiel die Burg endgültig an das Erzstift Salzburg. Vielleicht war dort bereits der Sitz eines Vogteigerichtes. 
Als Pfleger ist im 13. Jahrhundert ein „Hainricus Cellaer laicus de Haldenburch“ nachweisbar. 1319 wurde der Pfleger „Gabwein der Trauner“ genannt, die Burg war zwischenzeitlich Sitz des Pfleggerichts geworden. 1459 wurde der damalige Dompropst Burkhard von Weißpriach von Erzbischof Sigismund I. von Volkersdorf auf Lebenszeit mit Halmberg belehnt. Burkhard, zwischenzeitlich selbst Erzbischof und Kardinal geworden, belehnte Sebastian von der Albm mit Halmberg. Ihn löste Dompropst Christoph Ebran von Wildenberg 1481 in der Pflege ab. Während der Bauernkriege war Jakob von Aham zu Wildenau dort verantwortlich (1510–1530) und musste die Burg entsprechend rüsten. 1530 übergab Jakobs Witwe die Feste und das Gericht Halmberg dem Pfleger von Tettelham, Hans Münich zu Münichhausen. Allerdings hatten die Pfleger ihren Wohnsitz bereits auf dem Gut Burgstall. Nachdem auch die Gerichtsverwaltung nach Tettelham verlegt worden war (1530), verfiel die Burg Halmberg. In einem Stochurbar von 1612 heißt es: „Das Schloß ist vor diesem (Jahr) auf einem runden Püchl gestanden. Aber derzeit ein öds unbewohnts Ort, auch das Gemeyr alles eingefallen, das Stainwerch davon weckgeführt worden, und solchen Ort alles mit Högen und Stauden verwachsen“. Ende des 18. Jahrhunderts sah man nur noch den Ort, wo sich eine Aufzugsbrücke über einen 100 Fuß tiefen Graben befand. Noch 1870 waren Mauerbruchstücke zu erkennen.

## Beschreibung
Eine Ansicht der abgegangenen Burg existiert nicht. Auf der Bergkuppe war kein großräumiges Burgareal möglich. Vermutlich stand dort eine Turmanlage, die durch einen sieben Meter tiefen Halsgraben und zwei weitere, fünf Meter tiefe Gräben geschützt war.  
Von der ehemaligen Burganlage, die als „kegelstumpfförmig abgeflachte Anlage mit Wällen, Gräben und Vorburg mit Graben“ bezeichnet wurde, sind nur noch Wälle und der Halsgraben erhalten.